# Kazimierz Kosztirko

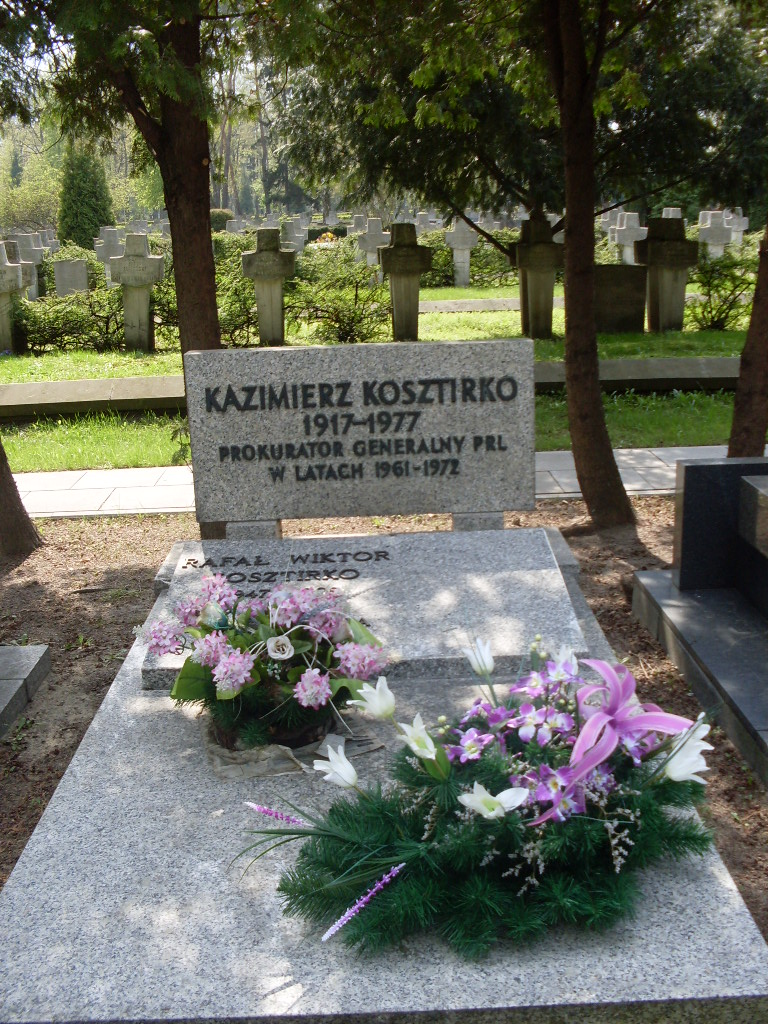
Grób Kazimierza Kosztirko na Cmentarzu Wojskowym na Powązkach

Kazimierz Kosztirko (ur. 1917, zm. 20 grudnia 1977) – prokurator generalny PRL.

## Życiorys
W latach 1938–1939 słuchacz XIII Kursu Wołyńskiej Szkoły Podchorążych Rezerwy Artylerii.
Absolwent Państwowego Studium Administracyjnego w Rzeszowie (1948) i Uniwersytetu Jagiellońskiego na kierunku prawo.
Członek PZPR, prokurator w Warszawie w czasach stalinowskich, następnie – w latach 1955–1961 – był zastępcą prokuratora generalnego PRL, a w okresie od 1 czerwca 1961 do 10 marca 1972 prokuratorem generalnym PRL. Był również przewodniczącym Delegatury Komisji Specjalnej do Walki z Nadużyciami i Szkodnictwem Gospodarczym w Rzeszowie.
W 1956 przewodniczył komisji badającej sprawę utajnionych pochówków mordowanych przez tzw. organa bezpieczeństwa wysokich wojskowych (zob. Kwatera na Łączce) stwierdzając w swoim protokole brak dokumentacji więziennej wskazującej, gdzie kogo pochowano. Członkami jego komisji byli także ppłk Marian Frenkiel – ówczesny szef III. Oddziału Naczelnej Prokuratury Wojskowej, któremu zarzuca się udział w mordach i Jan Barczak – wicedyrektor Centralnego Zarządu Więziennictwa. 
Odznaczony Orderem Sztandaru Pracy I klasy (1964), Krzyżem Oficerskim Orderu Odrodzenia Polski (18 lipca 1955) i dwukrotnie Złotym Krzyżem Zasługi (drugi raz 22 lipca 1950).
Mieszkał w Warszawie. Był żonaty z Marią Kosztirko z domu Krasną (1919-2012). Został pochowany na Powązkach Wojskowych w Warszawie (kwatera B4-tuje-17). 